# Caltathra amiensis
Caltathra amiensis är en insektsart som beskrevs av Desutter-grandcolas 1997. Caltathra amiensis ingår i släktet Caltathra och familjen syrsor. Inga underarter finns listade i Catalogue of Life.